# Contraction isotonique
Une contraction isotonique est une contraction d'un muscle avec déplacement et s'effectuant avec une force constante. Lors de la contraction dynamique concentrique (raccourcissement), le travail est dit positif ou actif. Lors de la contraction dynamique excentrique (allongement), le travail est négatif ou résistant.